# Badia Pavese
Badia Pavese (lombardul Casél) település Olaszországban, Lombardia régióban, Pavia megyében. Lakosainak száma 395 fő (2023. január 1.). Badia Pavese Monticelli Pavese, Santa Cristina e Bissone, Chignolo Po és Pieve Porto Morone községekkel határos.

## Népesség
A település népességének változása:
| Lakosok száma | 361  | 374  | 395  |
|               | 2017 | 2018 | 2023 |